# Lista de raças de porco
Esta é uma lista de raças de porco doméstico (Sus scrofa domesticus), mamífero bunodonte não-ruminante, da família dos suidae. Existem centenas de raças de porco doméstico, muitas utilizadas na suinocultura para os mais diversos fins, como produção de carne e de banha.
Os nomes das raças estão em ordem alfabética e mantidos em inglês ou na língua nativa de cada raça.

## Lista de raças em ordem alfabética
| Raça                                               | Origem                            | Altura             | Peso       | Cor                                                                | Imagem       |
| -------------------------------------------------- | --------------------------------- | ------------------ | ---------- | ------------------------------------------------------------------ | ------------ |
| Aksai Black Pied                                   | Cazaquistão                       | 167–182 cm         | 240-320kg  | Preto e branco, Vermelho e preto.                                  |              |
| American Yorkshire                                 | Estados Unidos                    |                    |            | Branco                                                             |              |
| Angeln Saddleback                                  | Alemanha                          |                    | 300-350 kg | Preto e branco                                                     |              |
| Appalachian English                                |                                   |                    |            |                                                                    |              |
| Arapawa Island                                     | Nova Zelândia                     |                    | 100-180 kg | vermelho & preto                                                   |              |
| Auckland Island Pig                                | Nova Zelândia                     |                    |            | Preto, Preto & Tan.                                                |              |
| Australian Yorkshire                               | Austrália                         |                    |            |                                                                    |              |
| Babi Kampung                                       |                                   |                    |            |                                                                    |              |
| Ba Xuyen                                           | Vietnã                            |                    | 100kg      | Preto e branco                                                     |              |
| Bantu                                              |                                   |                    |            |                                                                    |              |
| Basque                                             | França                            |                    |            |                                                                    |              |
| Bazna                                              | Romênia                           |                    |            | Preto e branco                                                     |              |
| Beijing Black                                      | China                             |                    |            | Preto                                                              |              |
| Belarus Black Pied                                 | Bielorrússia                      |                    |            | Preto e branco                                                     |              |
| Belgian Landrace                                   | Bélgica                           |                    |            | Branco                                                             |              |
| Bengali Brown Shannaj                              |                                   |                    |            |                                                                    |              |
| Bentheim Black Pied                                | Alemanha                          | 70-75 cm           | 180-250 kg | Preto e branco                                                     |              |
| Berkshire                                          | Reino Unido                       |                    |            | Preto com algumas marcas brancas                                   |              |
| Bísaro                                             | Portugal                          | 160 cm             | 160-180 kg | Preto e branco com manchas                                         | Porco Bísaro |
| Bangur pig                                         | Nepal                             |                    | 205-600 kg | Preto e branco                                                     |              |
| Black Slavonian                                    |                                   |                    |            | Preto                                                              |              |
| Black Canarian Pig                                 |                                   |                    |            | Preto                                                              |              |
| Breitovo                                           | Rússia                            |                    |            |                                                                    |              |
| British Landrace                                   | Reino Unido                       |                    |            | Branco                                                             |              |
| British Lop                                        | Reino Unido                       |                    |            | Branco                                                             |              |
| British Saddleback                                 | Reino Unido                       |                    |            | Preto e branco                                                     |              |
| Bulgarian White                                    | Bulgária                          | 21                 |            | Branco                                                             |              |
| Cantonese                                          |                                   |                    |            |                                                                    |              |
| Celtic pig                                         | Galícia, Espanha                  | 80 cm              |            | Preto e branco                                                     |              |
| Chato Murciano                                     | Espanha                           |                    | 180 kg     | Preto ou branco ou Preto e branco                                  |              |
| Chester White                                      | Estados Unidos                    |                    |            | Branco                                                             |              |
| Chiangmai Blackpig aka MooDum Chiangmai            | Tailândia                         |                    |            | Preto                                                              |              |
| Choctaw Hog                                        | Estados Unidos                    |                    | 60 kg      | Preto                                                              |              |
| Creole Pig                                         | Haiti                             |                    |            |                                                                    |              |
| Cumberland Pig (Extinto)                           | Reino Unido                       |                    |            | Branco                                                             |              |
| Czech Improved White                               |                                   |                    |            | Branco                                                             |              |
| Danish Landrace                                    | Dinamarca                         |                    |            | Branco                                                             |              |
| Danish Protest Pig                                 | Alemanha                          | 92 cm              | 350 kg     | Vermelho & branco                                                  |              |
| Dermantsi Pied                                     |                                   |                    |            |                                                                    |              |
| Li Yan Pig                                         |                                   | Singapore Boon Lay |            |                                                                    |              |
| Dharane Kalo sungur                                | Dharan, Nepal                     |                    |            |                                                                    |              |
| Duroc                                              | Estados Unidos                    |                    |            | Vermelho ou Preto                                                  |              |
| Dutch Landrace pig                                 | Holanda                           |                    |            |                                                                    |              |
| East Balkan pig                                    |                                   |                    |            |                                                                    |              |
| Essex                                              | Reino Unido                       |                    |            | Preto e branco                                                     |              |
| Estonian Bacon                                     | Estônia                           |                    |            |                                                                    |              |
| Fengjing pig                                       | China                             |                    |            |                                                                    |              |
| Finnish Landrance                                  | Finlândia                         |                    |            |                                                                    |              |
| Forest Mountain                                    | Armênia                           |                    | 165-260 kg | Branco                                                             |              |
| French Landrace                                    | França                            |                    |            | Branco                                                             |              |
| Gascon                                             | França                            |                    |            | Preto                                                              |              |
| German Landrace                                    | Alemanha                          | 80–90 cm           | 250-320 kg | Branco                                                             |              |
| Gloucestershire Old Spot                           | Reino Unido                       |                    | 220-280 kg | Branco com manchas pretas                                          |              |
| Göttingen minipig                                  | Alemanha                          | 35 cm              | 34 kg      | Branco                                                             |              |
| Grice                                              | Reino Unido                       |                    |            |                                                                    |              |
| Guinea Hog                                         | Estados Unidos                    |                    | 200 kg     | Preto                                                              |              |
| Hampshire                                          | Reino Unido                       |                    |            | Preto e branco                                                     |              |
| Hante                                              |                                   |                    |            |                                                                    |              |
| Hereford                                           | Estados Unidos                    |                    | 200-370 kg | Vermelho & Branco                                                  |              |
| Hezuo                                              |                                   |                    |            |                                                                    |              |
| Hogan Hog                                          | Baraga, Estados Unidos            |                    |            |                                                                    |              |
| Huntingdon Black Hog                               | Reino Unido                       |                    |            | Preto com patas Brancas                                            |              |
| Iberian                                            | Península Ibérica                 |                    |            | Preto, Vermelho                                                    |              |
| Italian Landrace                                   | Itália                            |                    |            | Branco                                                             |              |
| Japanese Landrace                                  | Japão                             |                    |            |                                                                    |              |
| Jeju Black Pig                                     | Ilha Jeju, Coreia do Sul          |                    |            | Preto                                                              |              |
| Jinhua pig                                         |                                   |                    |            |                                                                    |              |
| Juliana                                            | Europa                            |                    |            | Tricolor                                                           |              |
| Kakhetian                                          | Geórgia                           |                    |            |                                                                    |              |
| Kele pig                                           |                                   |                    |            |                                                                    |              |
| Kemerovo                                           | Rússia                            |                    |            |                                                                    |              |
| Korean Native Pig                                  | Coreia                            |                    |            | Preto                                                              |              |
| Krskopolje                                         | Eslovênia                         |                    |            |                                                                    |              |
| Kunekune                                           | Nova Zelândia                     | 60 cm              |            | Vermelho, Preto & Branco, Creme, Dourado, Preto, Marrom & Tricolor |              |
| Lacombe                                            | Canadá                            |                    |            |                                                                    |              |
| Large Black                                        | Reino Unido                       |                    |            | Preto                                                              |              |
| Large Black-white                                  |                                   |                    |            | Preto e branco                                                     |              |
| Large White                                        | Reino Unido                       |                    |            | Branco                                                             |              |
| Latvian White                                      | Letônia                           |                    |            | Branco                                                             |              |
| Leicoma                                            |                                   |                    |            |                                                                    |              |
| Linderödssvin                                      | Suíça                             |                    |            | Preto e branco, Vermelho, Preto & Tricolor                         |              |
| Lithuanian Native                                  | Lituânia                          |                    |            | Preto e branco, vermelho, preto & Tricolor                         |              |
| Lithuanian White                                   | Lituânia                          |                    |            | Branco                                                             |              |
| Lincolnshire Curly-Coated Pig                      | Reino Unido                       |                    |            | Branco                                                             |              |
| Livny                                              | Rússia                            |                    |            |                                                                    |              |
| Malhado de Alcobaça                                | Portugal                          |                    |            | Preto e branco                                                     |              |
| Mangalitsa                                         | Hungria                           |                    |            | Loiro, Swallow-Bellied, Vermelho                                   |              |
| Meishan                                            | China                             |                    |            | Preto                                                              |              |
| Middle White                                       | Reino Unido                       |                    |            | Branco                                                             |              |
| Minzhu                                             |                                   |                    |            |                                                                    |              |
| Minokawa Buta                                      |                                   |                    |            |                                                                    |              |
| Mong Cai                                           |                                   |                    |            |                                                                    |              |
| Mora Romagnola                                     |                                   |                    |            |                                                                    |              |
| Moura                                              |                                   |                    |            |                                                                    |              |
| Mukota                                             | Zimbábue                          |                    |            |                                                                    |              |
| Mulefoot                                           | Costa do Golfo dos Estados Unidos |                    |            |                                                                    |              |
| Murom                                              |                                   |                    |            |                                                                    |              |
| Myrhorod                                           | Ucrânia                           |                    |            | Preto e branco                                                     |              |
| Nero dei Nebrodi                                   | Itália - Sicília                  |                    | 150 kg     | Preto                                                              |              |
| Neijiang                                           |                                   |                    |            |                                                                    |              |
| Ningxiang                                          |                                   |                    |            |                                                                    |              |
| North Caucasian                                    | Rússia e Usbequistão              |                    |            |                                                                    |              |
| North Siberian                                     | Rússia                            |                    |            |                                                                    |              |
| Norwegian Landrace                                 | Noruega                           |                    |            | Branco                                                             |              |
| Norwegian Yorkshire                                | Noruega                           |                    |            |                                                                    |              |
| Ossabaw Island                                     | Ilha Ossabaw, EUA                 | 51 cm              | 90 kg      | preto, malhado                                                     |              |
| Oxford Sandy and Black                             | Reino Unido                       |                    |            | Malhado vermelho & preto                                           |              |
| Pakchong 5                                         | Tailândia                         |                    |            |                                                                    |              |
| Philippine Native                                  |                                   |                    |            |                                                                    |              |
| Piétrain                                           | Valônia                           |                    |            | Branco malhado                                                     |              |
| Poland China                                       | Estados Unidos                    |                    |            |                                                                    |              |
| Red Wattle                                         | Estados Unidos                    | 120 cm             |            | Vermelho                                                           |              |
| Semirechensk                                       | Cazaquistão                       |                    |            |                                                                    |              |
| Siberian Black Pied                                | Rússia                            |                    |            | Preto e branco                                                     |              |
| Small Black (Extinto)                              | Reino Unido                       |                    |            | preto                                                              |              |
| Small White (Extinto)                              | Reino Unido                       |                    |            | Branco                                                             |              |
| Spots                                              |                                   |                    |            |                                                                    |              |
| Surabaya Babi                                      |                                   |                    |            |                                                                    |              |
| Swabian-Hall                                       | Alemanha                          |                    |            | Preto e branco                                                     |              |
| Swedish Landrace                                   | Suíça                             |                    |            | Branco                                                             |              |
| Taihu pig                                          | China                             |                    |            | Preto                                                              |              |
| Tamworth                                           | Reino Unido                       |                    |            | Vermelho                                                           |              |
| Thuoc Nhieu                                        | Vietnã                            |                    |            |                                                                    | branco       |
| Tibetan                                            | Tibet                             |                    |            |                                                                    |              |
| Tokyo-X                                            | Japão                             |                    |            |                                                                    |              |
| Tsivilsk                                           | Rússia                            |                    |            | Branco                                                             |              |
| Turopolje                                          | Croácia                           |                    |            |                                                                    |              |
| Ukrainian Spotted Steppe                           | Ucrânia                           |                    |            |                                                                    |              |
| Ukrainian White Steppe                             | Ucrânia                           |                    |            | Branco                                                             |              |
| Urzhum                                             | Rússia                            |                    |            |                                                                    |              |
| Vietnamese Potbelly                                | Vietnã                            |                    |            | Preto, Preto com marcas brancas                                    |              |
| Welsh                                              | Reino Unido                       |                    |            | Branco                                                             |              |
| Wessex Saddleback                                  | Reino Unido                       |                    |            | Preto e branco                                                     |              |
| West French White                                  | França                            |                    |            | Branco                                                             |              |
| Windsnyer                                          | África do Sul                     |                    |            |                                                                    |              |
| Wuzishan                                           | China                             |                    |            |                                                                    |              |
| Yanan                                              | China                             |                    |            |                                                                    |              |
| Yorkshire Blue and White (Extinto)                 | Reino Unido                       |                    |            |                                                                    |              |
| Canastra Canastrão Canastrinho Piau Nilo Castranha | Brasil                            |                    |            |                                                                    |              |